# Ŷ
Das Ŷ (kleingeschrieben ŷ) ist ein Buchstabe des lateinischen Schriftsystems. Er besteht aus einem Y mit einem übergesetzten Zirkumflex.
In der walisischen Sprache steht das Ŷ, analog zu anderen Buchstaben mit Zirkumflex, für ein langes Y, folglich gibt es die Aussprachemöglichkeiten /iː/, /ɨː/ und /əː/ je nach Dialekt.
Der Buchstabe wird außerdem in der Tupi-Sprache verwendet. Dort stellt der Buchstabe einen Laut dar, der ähnlich wie das normale Y ausgesprochen wird (/ɨ/), aber schneller, so wie ein Halbvokal (analog zu den zwei anderen Buchstaben mit Zirkumflex im Tupi, Î und Ŵ).

## Darstellung auf dem Computer
Unicode enthält das Ŷ an den Codepunkten U+0176 (Großbuchstabe) und U+0177 (Kleinbuchstabe).
In TeX kann man das Ŷ mit den Befehlen \^Y bzw. \^y bilden.